# Pierrepont-sur-Avre
Pierrepont-sur-Avre is een voormalige gemeente in Frankrijk. De plaats maakt deel uit van de  gemeente Trois-Rivières in het departement Somme in de regio Hauts-de-France.

## Geschiedenis
De gemeente werd op 1 januari 2019 samengevoegd met de gemeenten Contoire en Hargicourt tot de commune nouvelle Trois-Rivières.

## Geografie
De oppervlakte van Pierrepont-sur-Avre bedraagt 4,3 km², de bevolkingsdichtheid is 152 inwoners per km².

## Verkeer en vervoer
Tussen Pierrepont-sur-Avre en Hargicourt ligt het spoorwegstation Hargicourt-Pierrepont.

## Demografie
Onderstaande figuur toont het verloop van het inwonertal.
Contoire · Hargicourt · Pierrepont-sur-Avre